# بونافتین
بونافتین (انگلیسی: Bunaftine) یک داروی ضد آریتمی دسته III است.